# Zentyal
Zentyal (раніше відомий під ім'ям eBox Platform) — серверний дистрибутив Linux, побудований на пакетній базі Ubuntu LTS з довготривалою підтримкою, і орієнтований на створення серверів для обслуговування локальних мереж підприємств середнього та малого бізнесу.  Zentyal постачається як у вигляді окремого установного Live-дистрибутиву, так і у вигляді набору пакунків для Ubuntu.
Початковий код проекту доступний на умовах ліцензії GNU General Public License, а також (частково) під різними власницькими угодами.  Zentyal є власністю і спонсорується іспанською комерційною компанією eBox Technologies SL, яка володіє авторськими правами на кодову базу.  Примітно, що розробка дистрибутиву ведеться у співпраці з проектом Ubuntu і, починаючи з випуску Ubuntu 12.04, пакунки з компонентами Zentyal постачаються у штатному репозиторії Universe.
Керування всіма аспектами роботи дистрибутиву проводиться через вебінтерфейс, в рамках якого об'єднано близько 40 різних модулів для керування мережею, мережевими сервісами, офісним сервером та компонентами інфраструктури підприємства.  Розвиток проекту орієнтовано на створення відкритої альтернативи продуктам для управління мережевою інфраструктурою підприємства від компанії Microsoft, таким як Windows Small Business Server, Windows Server, Microsoft Exchange, Microsoft Forefront.
Підтримується швидка організація роботи
- шлюзу,
- міжмережевого екрану,
- поштового сервера,
- VoIP (Asterisk),
- VPN-сервера,
- проксі (squid),
- файлового сервера,
- системи для організації взаємодії співробітників,
- системи моніторингу,
- сервера для резервного копіювання,
- системи забезпечення мережної безпеки (Unified Threat Manager),
- системи організації входу користувачів через Captive portal

тощо.
Після встановлення кожний з підтримуваних модулів відразу готовий для виконання своїх функцій.  Налаштування всіх модулів здійснюється через систему майстрів і не вимагає ручної правки файлів конфігурації.